# Степовий Олексій Пилипович
Степовий Олексій Пилипович (нар. 19 березня 1927, Джулинка) — самобутній художник-аматор.

## Життєпис
Народився 19 березня 1927 року в селі Джулинка, Бершадського району, Вінницької області. Батько Олексія Степового у 1932 році був репресований, а 1933 році загинув. Родина Степових зазнала багато поневірянь. Десятирічного Олексія вигнали з третього класу сільської школи, після чого він працював на різних роботах у колгоспі — погоничем, їздовим. Після звільнення села Джулинка від нацистських окупантів (березень 1944 року) Олексій Пилипович був призваний на дійсну військову службу в військах НКВС. Потяг до малювання, що проявився ще в дитячі роки, став причиною подальшої трагедії: на обгортці зошита під час занять у школі серед інших замальовок зобразив свиню. Хтось запитав: «А Сталіна можеш?». Поряд з свинею намалював портрет Сталіна, а зошит здав на перевірку.
15 серпня 1950 року Олексія Степового заарештували. Звинувачення: підрив авторитету державних та партійних лідерів. Вирок: 10 років позбавлення волі та 5 років позбавлення прав. Пройшов табори «Буре-Полом» в Горківській області та «Красная Глінка» в Куйбишевській області. На той час йому виповнилося 23 роки. Протягом усього строку перебування у таборах (1950—1955 р.р.) Олексій Пилипович пише простим олівцем портрети політв'язнів, малює пейзажі навколишньої природи, таємно веде щоденник, читає книги. Звільнившись Олексій Пилипович повернувся у рідне село. Працював на різних роботах: у колгоспі, при Будинкові культури художником, згодом створив образотворчий гурток для дітей. Він дуже радіє, що відкриває таланти. Кілька його вихованців обрали професію учителя образотворчого мистецтва. Персональні виставки Степового Олексія Пилиповича організовують у рідному селі Джулинка, у Бершадському краєзнавчому та Вінницькому обласному художньому музеях.